# Papa Ștefan al VIII-lea
Papa Ștefan al VIII-lea (n. secolul al X-lea, Roma, Statele Papale – d. octombrie 942 d.Hr., Roma, Statele Papale) a fost Papă al Romei în perioada 14 Iulie 939 - Octombrie 942. Papa Ștefan al VIII-lea s-a născut în Germania. Papa Ștefan al VIII-lea a fost ales datorită influenței lui Alberic al II-lea, denunit "Prințul romanilor". 